# Helicoconis algirica
Helicoconis algirica är en insektsart som beskrevs av Meinander 1976. Helicoconis algirica ingår i släktet Helicoconis och familjen vaxsländor. Inga underarter finns listade i Catalogue of Life.